# 黄琬
黄 琬（こう えん、141年 - 192年）は、中国後漢末期の人物。字は子琰。曾祖父は黄香。祖父は黄瓊（黄琼）。荊州江夏郡安陸県の出身。

## 生涯
幼少時に父を失い、祖父に養われた。三公の孫であるという理由で童子郎に選ばれ、都で名を知られるようになった。
成長して五官中郎将となったとき、黄琬は陳蕃と共に政治の刷新を狙ったが失敗し、20年に亘り官界から追放された。光和年間末、楊賜の推薦で返り咲き、太僕などを歴任し、豫州牧となった。
永漢元年（189年）、董卓が権力を握ると都に召還され司徒に、次いで太尉に任命された。しかし、董卓の長安遷都に反対し罷免された。後に光禄大夫として復帰し、さらに司隷校尉に転じた。王允・呂布らが董卓の暗殺を図ると、黄琬もこれに参画し暗殺を成功させた。
しかし間もなく、旧董卓軍の李傕・郭汜らが長安を占拠して王允を殺害、呂布を追い出してしまう。この際に黄琬も李傕らに捕らえられ獄死した。享年52。
時期は不明だが黄琬は太尉であった際に華佗を辟召により招聘しようとしたが華佗が招きを受けて官職に就くことはなかった。
なお小説『三国志演義』では、黄奎という架空の息子が登場する設定となっている。

## 脚註
1. ↑  『後漢書』校勘記（中華書局）の『文選』にある李善（唐の李邕の父）が引用する『後漢書』によると「公琰」。
2. 1 2   後漢書　卷六十一　左周黃列傳　第五十一 (中国語), 後漢書/卷61#孫 黃琬, ウィキソースより閲覧。 - 琬字子琰。少失父。早而辯慧。祖父瓊，初為魏郡太守，建和元年正月日食，京師不見而瓊以狀聞。太后詔問所食多少，瓊思其對而未知所況。琬年七歲，在傍，曰：「何不言日食之餘，如月之初？」瓊大驚，即以其言應詔，而深奇愛之。後瓊為司徒，琬以公孫拜童子郎，辭病不就，知名京師。
3. ↑  『漢末英雄記』（王粲著）・『続漢書』（司馬彪著）によると、黄琬は同郷の劉璋の祖母の甥にあたり、同時に来敏の姉の夫でもあった。
4. ↑  『三国志』「曹真伝」の裴松之の注に引用された『魏書』には、曹真の父曹邵は初平年間に、曹操が挙兵した時に呼応して兵を集め、曹操に従った。豫州牧黄琬が曹操を殺害しようとした際、曹操は難を逃れたが、曹邵は殺された、とある。但しこれは、189年中に豫州牧から司徒に遷っているという『後漢書』「献帝紀」の記述と矛盾する。
5. ↑   後漢書　卷六十一　左周黃列傳　第五十一 (中国語), 後漢書/卷61#孫 黃琬, ウィキソースより閲覧。 - 後陳蕃被征，而言事者多訟韙，復拜議郎，遷尚書。在朝有鯁直節，出為魯、東海二郡相。性抗厲，有明略，所在稱神。常以法度自整，家人莫見墯容焉。琬被廢□幾二十年。至光和末，太尉楊賜上書薦琬有撥亂之才，由是征拜議郎，擢為青州刺史，遷侍中。中平初，出為右扶風，征拜將作大匠、少府、太僕。又為豫州牧。
6. ↑   後漢書　卷六十一　左周黃列傳　第五十一 (中国語), 後漢書/卷61#孫 黃琬, ウィキソースより閲覧。 - 及董卓秉政，以琬名臣，征為司徒，遷太尉，更封陽泉鄉侯。卓議遷都長安，琬與司徒楊彪同諫不從。琬退而駁議之曰：「昔周公營洛邑以寧姬，光武卜東都以隆漢，天之所啟，神之所安。大業既定，豈宜妄有遷動，以虧四海之望？」時人懼卓暴怒，琬必及害，固諫之。琬對曰：「昔白公作亂於楚，屈廬冒刃而前；[一]崔杼弒君於齊，晏嬰不懼其盟。[二]吾雖不德，誠慕古人之節。」琬竟坐免。卓猶敬其名德舊族，不敢害。後與楊彪同拜光祿大夫，及徙西都，轉司隸校尉，與司徒王允同謀誅卓。
7. ↑   後漢書　卷六十一　左周黃列傳　第五十一 (中国語), 後漢書/卷61#孫 黃琬, ウィキソースより閲覧。 - 及卓將李傕、郭汜攻破長安，遂收琬下獄死，時年五十二。
8. ↑   魏書·方技傳 (中国語), 三國志/卷29#華佗, ウィキソースより閲覧。 - 華佗字元化，沛國譙人也，一名旉。遊學徐土，兼通數經。沛相陳珪舉孝廉，太尉黃琬辟，皆不就。